# Amnesia (pel·lícula de 1994)
Amnesia és la quarta pel·lícula del director de cinema xilè Gonzalo Justiniano. Estrenada el 1994, quatre anys després de finalitzada la dictadura militar de Pinochet, tracta sobre el retrobament en democràcia entre torturats i torturadors, la memòria històrica, el perdó, el dolor i la venjança. Ambientada a la ciutat de Valparaíso i al Desert d'Atacama, és una pel·lícula indispensable per a comprendre el drama de la transició a Xile. Fou nominada per representar Xile al premi a la millor pel·lícula de parla no anglesa als Premis Oscar de 1995, però finalment no fou nominada.

## Argument
Després d'anys de cerca, Ramírez, un exsoldat turmentat per la seva consciència, aconsegueix donar amb el seu antic sergent de l'exèrcit, Zúñiga, sota els cruels ordres del qual va servir com a guàrdia en un camp de presoners al desert després del cop militar de 1973. A la calor d'uns glops, Zúñiga es veu forçat per Ramírez a rememorar un violent passat que creia haver deixat enrere, sense sospitar que l'aparentment cordial retrobament forma part d'un pla de Ramírez per a venjar-se d'ell en nom de les seves víctimes.

## Repartiment
- Julio Jung com Zúñiga.
- Pedro Vicuña com Ramírez.
- José Secall com Carrasco.
- Marcela Osorio com Marta.
- Myriam Palacios com Yolanda.
- José Martín com Alvear.
- Nelson Villagra com capitán Mandiola.
- Carla Cristi
- Alexandra Rencoret
- Mateo Iribarren
- Victor Mix
- Iselda Sepúlveda
- Rodrigo Vidal
- Pablo Striano
- David Olguiser
- François Soto
- Ricardo Castro Ríos
- Hugo Tramón
- Sonia González
- Frida Klimpel
- José Torres
- Maricarmen Arrigorriaga
- Pepe Torres

## Premis
- Premi al director jove en el Festival Internacional de Friburg (1995)[3]
- Premi Kikito d'or al Festival de Cinema de Gramado (1995) Incloent Millor Actor (Pedro Vicuña)
- Quatre Premis al Festival de Cinema de l'Havana (1994), incloent Millor Pel·lícula i Millor Actor.